# 한국생명과학고등학교
한국생명과학고등학교(韓國生命科學高等學校)는 대한민국 경상북도 안동시 옥동에 있는 공립 고등학교이다.

## 학교 연혁
- 1933년 3월 13일 : 안동공립 농림학교 설립인가(농과, 임과 5학급)
- 1933년 4월 20일 : 개교
- 1934년 12월 20일 : 본관 기숙사 부속건물 낙성
- 1944년 4월 11일 : 학제 변경(농과 2, 임과 1학급) 4년제 12학급 편성
- 1947년 9월 1일 : 학제 변경(농과 2, 임과 1학급) 6년제 18학급 편성
- 1950년 5월 20일 : 안동농림고등학교로 교명 변경(중학교 병설)
- 1971년 12월 30일 :  학칙 변경(농, 임, 축, 원, 잠, 기) 18학급 편성
- 1982년 12월 10일 : 교사 신축 기공식
- 1983년 8월 17일 : 학칙 변경(자영농과 제외한 6개과 남녀 공학)
- 1983년 10월 13일 : 학교 준공 이전 완료
- 1985년 10월 18일 : 체육관 준공
- 1989년 5월 26일 : 실습지 관개시설 완공
- 2001년 3월 1일 : 안동생명과학고등학교로 교명 변경
- 2003년 3월 1일 : 경상북도교육청 지정 자율학교(3개년)
- 2006년 3월 1일 : 특수학급 1학급 신설
- 2007년 3월 1일 : 한국생명과학고등학교로 교명변경
- 2018년 3월 1일 : 경상북도교육청 지정 고교학점제 정책 연구학교(3년)
- 2022년 3월 1일 : 학칙개정(과명변경, 식량자원과학과→스마트농업경영과, 축산자원과학과→스마트동물산업과, 원예자원과학과→도시조경디자인과, 식품과학과→베이커리카페경영과, 산업기계기술과→스마트산업기계과, 산림과학과→미트외식산업과)
- 2022년 12월 30일 : 제85회 125명 졸업 (총 15,884명)
- 2023년 3월 2일 : 입학식 (134명)
- 2023년 9월 1일 : 제29대 박종진 교장 취임

## 설치 학과
- 식량자원과학과
- 축산자원과학과
- 원예자원과학과
- 식품과학과
- 산업기계기술과
- 스마트동물산업과
- 산림과학과
- 스마트농업경영과
- 도시조경디자인과
- 베이커리카페경영과
- 스마트산업기계과
- 미트외식산업과

## 참고 자료
- 한국생명과학고등학교 - 한국교육학술정보원 학교알리미